# Роммерскірхен
Роммерскірхен (нім. Rommerskirchen) — сільська громада в Німеччині, знаходиться в землі Північний Рейн-Вестфалія. Підпорядковується адміністративному округу Дюссельдорф. Входить до складу району Райн-Нойс.
Площа — 60,99 км2. Населення становить 13 357 ос. (станом на 31 грудня 2020).